# Babenkivka Perșa, Kalanceak
Babenkivka Perșa (în ucraineană Бабенківка Перша) este un sat în comuna Havrîlivka Druha din raionul Kalanceak, regiunea Herson, Ucraina.

## Demografie
Componența lingvistică a localității Babenkivka Perșa
     Ucraineană (82,32%)
     Alte limbi (1,21%)
Conform recensământului din 2001, majoritatea populației localității Babenkivka Perșa era vorbitoare de ucraineană (82,32%), existând în minoritate și vorbitori de alte limbi.